# Stelis mammillata
Stelis mammillata är en orkidéart som beskrevs av Carlyle August Luer och Alexander Charles Hirtz. Stelis mammillata ingår i släktet Stelis och familjen orkidéer. Inga underarter finns listade i Catalogue of Life.